# Delavan, Minnesota
Delavan là một thành phố thuộc quận Faribault, tiểu bang Minnesota, Hoa Kỳ. Năm 2010, dân số của thành phố này là 179 người.

## Dân số
- Dân số năm 2000: 223 người.
- Dân số năm 2010: 179 người.